# Esporopol·lenina
L'esporopol·lenina  és un  politerpè impermeable i resistent als agents químics que es troba a la paret de les espores i a l'exina del gra de pol·len sent-ne el component majoritari. La seva estabilitat química és molt elevada pel que es conserva bé en els substrats i sediments on puguin dipositar els grans de pol·len. La capa exterior d'exina té freqüentment intricats patrons de disseny, el que permet fer servir el material recuperat de sediments recents o antics per al seu estudi  palinològic sobre les poblacions de plantes i fongs en el passat.
La composició química de l'esporopol·lenina no es coneix amb exactitud, per la seva inusual estabilitat química i resistència a la degradació per enzims i per agents químics forts. Les anàlisis químiques revelen l'existència d'una barreja de biopolímers contenint principalment cadenes llargues d'àcids grassos, fenil-propanoides, fenols i traces de carotenoides. Experiments amb marcadors han revelat la fenilalanina com el seu principal precursor però també hi ha té carboni molecular provinent d'altres fonts. Es pot dir que l'esporol·lenina deriva de diversos precursors que estan vinculats químicament per formar una estructura molt rígida.
Anàlisi en el microscòpia electrònica revelen que les cèl·lules superficials que envolten el gra de pol·len en formació en les anteras, tenen un sistema secretor altament actiu que conté vesícules lipofíliques. Es creu que aquestes vesícules contenen els precursors de l'esporopol·lenina. Alguns inhibidors químics del desenvolupament dels grans de pol·len i també mutàgens que afecten l'esterilitat del pol·len, tenen efectes provats sobre la secreció d'aquestes vesícules en les cèl·lules i en el posterior dipòsit de l'esporopol·lenina.